# 4358 Lynn
4358 Lynn eller A909 TF är en asteroid i huvudbältet som upptäcktes den 5 oktober 1909 av den brittiske astronomen Philip H. Cowell vid Observatoriet i Greenwich. Den är uppkallad efter William T. Lynn.
Asteroiden har en diameter på ungefär 9 kilometer och den tillhör asteroidgruppen Eunomia.